# شان کواهارا
شان کواهارا (به انگلیسی: Shun Kuwahara) ژیمناست زادهٔ ۲۸ اکتبر ۱۹۸۱ میلادی اهل کشور ژاپن است.